# Attacco al potere - Olympus Has Fallen
Attacco al potere - Olympus Has Fallen (Olympus Has Fallen) è un film del 2013 diretto da Antoine Fuqua con protagonista Gerard Butler.

## Trama
Alla Vigilia di Natale, in un incidente d'auto, la first lady degli USA perde la vita insieme a quattro uomini della sicurezza. Durante l'incidente Mike Banning, uno degli agenti facenti parte della scorta, molto vicino alla famiglia presidenziale, presta soccorso unicamente al presidente, salvandogli la vita, e non alla first lady.
Per questo motivo il presidente, traumatizzato dall'evento, fa trasferire Mike ad altro incarico, al fine di non rivivere costantemente il ricordo del tragico evento trovandosi sempre a contatto con la sua vecchia guardia del corpo.
Diciotto mesi dopo, l'ex agente si ritrova a lavorare dietro una scrivania del Ministero del Tesoro, senza però mai abituarsi al nuovo e semplice stile di vita. Un giorno, in occasione della visita del primo ministro della Corea del Sud alla Casa Bianca, proprio durante il summit nello Studio Ovale, una cannoniera volante AC-130 in volo sul palazzo presidenziale inizia a crivellare di colpi l'edificio, neutralizzando tutte le guardie presidenziali sul tetto; poco dopo, nascosti all'interno di veicoli civili, innumerevoli terroristi irrompono nella Casa Bianca, attaccando e massacrando i superstiti della scorta del presidente Asher, il quale, portato nel bunker presidenziale situato nei sotterranei dell'edificio, viene sequestrato dai terroristi infiltrati nella delegazione sudcoreana, capitanati da Kang Yeonsak, famigerato terrorista nordcoreano, che nello stesso frangente uccide il premier della Corea del Sud.
Kang, spinto dalla volontà di porre fine alla situazione conflittuale tra le due Coree con la vittoria del suo paese, contatta il facente funzioni del presidente, il presidente della Camera dei rappresentanti Allan Trumbull, annunciando che se gli Stati Uniti non richiameranno la Settima Flotta e non ritireranno le loro truppe dalla zona demilitarizzata coreana ucciderà ogni ostaggio in suo possesso; inoltre, mette sotto tortura uno dei membri dello staff presidenziale chiedendogli un misterioso codice Cerbero, che ottiene in poco tempo. Nel frattempo Mike, arrivato in tempo per vedere massacrare gli ultimi agenti di sicurezza, riesce ad entrare nella struttura e a mettersi in contatto con lo stato maggiore americano, che gli rivela gli scopi dell'attacco, e che lo mette al corrente che i codici che il terrorista vuole estorcere fanno parte di un protocollo di sicurezza situato nel bunker presidenziale, in grado di distruggere testate nucleari lanciate per errore; il terrorista, una volta ottenuti i tre codici, ognuno in possesso di una persona diversa (tra cui il presidente), sarebbe in grado di neutralizzare ogni arma nucleare statunitense e di rendere il Paese vulnerabile ad un attacco missilistico. Per evitare ciò, Mike deve anche trovare Connor il figlio del presidente, presente nella Casa Bianca al momento dell'attacco, in modo che Kang non possa usarlo come ricatto per ottenere il codice Cerbero di Asher. L'agente riesce a trovare  il bambino e a metterlo in salvo dopo aver eliminato numerosi attentatori.
Kang, venuto a conoscenza dell'identità di Mike Banning, ordina a Forbes, un agente traditore della scorta del presidente, di avvicinarlo e ucciderlo; ma Mike, fiutando il doppio gioco dell'ex collega, riesce a neutralizzarlo, e prima che lui muoia, in una sorta di catarsi, lo convince a dire al terrorista di essere riuscito ad eliminarlo. Nel frattempo Kang estorce il secondo codice al segretario della Difesa Ruth McMillan e ottiene, oltre al ritiro dell'esercito, un elicottero con il quale lasciare la zona, all'interno del quale fa entrare i suoi uomini incappucciati che si fanno esplodere facendo credere che il presidente e i terroristi siano morti in modo da poter lasciare la zona indisturbato. Intuendo il piano di Kang, Banning si reca al bunker, dove il terrorista nordcoreano con un decodificatore riesce ad ottenere il terzo codice Cerbero. A questo punto, inoltre, rivela che il suo piano non consisteva nel neutralizzare la rappresaglia nucleare americana, anzi lo scopo è far detonare i missili all'interno dei silos, in modo da distruggere definitivamente gli Stati Uniti. L'agente americano, giunto repentinamente, ingaggia con il terrorista uno scontro brutale, in cui Kang rimane ucciso, e riesce fortunosamente a disattivare Cerbero, salvando così il presidente e nello stesso tempo il Paese. Tempo dopo, si vede che Mike viene reintegrato nella scorta del presidente in occasione del suo discorso alla nazione, durante il quale afferma che, nonostante i danni che i terroristi nordcoreani hanno arrecato agli Stati Uniti, la nazione rimarrà forte e determinata ad affrontare ogni minaccia.

## Personaggi
- Aaron Eckhart è il presidente degli Stati Uniti d'America Benjamin Asher, estremamente legato alla sua famiglia, che, dopo la morte della moglie, cerca in tutti i modi di restare il più possibile vicino al figlio nonostante gli importanti impegni che gli spettano come capo della nazione.
- Gerard Butler è Mike Banning, ex agente di sicurezza del presidente e protagonista del film, che con coraggio e scaltrezza riesce e salvare il presidente e uccidere il leader dei terroristi.
- Morgan Freeman è lo Speaker (Presidente della Camera), che, dopo il rapimento del presidente e del vicepresidente, viene nominato dal pentagono Capo temporaneo della Nazione col tentativo di trattare coi terroristi e salvare la situazione.
- Rick Yune è Kang Yeonsak, leader nordcoreano dei terroristi che, mascheratosi dietro al ruolo di capo della sicurezza del primo ministro sudcoreano, in visita agli Stati Uniti, riesce a far attaccare la Casa Bianca e a rifugiarsi con tutto lo staff presidenziale nel bunker dove ucciderà il primo ministro sudcoreano, prenderà il comando assoluto, e prenderà in ostaggio il presidente degli Stati Uniti.
- Ashley Judd è la first lady Margareth Asher, che rimane uccisa in un incidente d'auto diciotto mesi prima dell'attacco. Winona Ryder fu la prima scelta della casa di produzione per la parte della First lady degli Stati Uniti d'America.

## Produzione

### Budget
Il budget del film si aggira intorno ai 70 milioni di dollari.

### Riprese
Le riprese della pellicola vengono effettuate a partire dal 9 luglio al 15 settembre 2012 e si svolgono nello stato della Louisiana (Stati Uniti d'America), nella città di Shreveport.

## Promozione
Il primo trailer del film viene pubblicato il 22 gennaio 2013, mentre il 4 marzo 2013 viene diffuso online il trailer italiano.

## Distribuzione
La pellicola è stata distribuita nelle sale statunitensi a partire dal 22 marzo 2013. In Italia doveva uscire inizialmente il 4 aprile, l'uscita è stata poi posticipata al 18 aprile.

## Sequel
Il sequel del film, intitolato Attacco al potere 2 e ambientato a Londra durante i funerali del primo ministro britannico, è stato distribuito nelle sale cinematografiche italiane dal 3 marzo 2016.

## Casi legali
Nel luglio 2021 Gerard Butler ha citato in giudizio le case di produzione del film, Nu Image, Millennium Films e Padre Nuestro Productions, per il mancato pagamento di circa 11 milioni di dollari di profitto della pellicola, sottostimati secondo l'accusa, che nell'azione legale denuncia "frode, violazione del contratto, violazione del patto implicito di buona fede e correttezza, interferenza intenzionale nei rapporti contrattuali e contabili" chiedendo un processo con giuria.